# Szenczi Molnár Albert Magyar Tanítási Nyelvű Gimnázium és Szakközépiskola
A Szenczi Molnár Albert Magyar Tanítási Nyelvű Gimnázium és Szakközépiskola (hivatalosan Spojená škola s vyučovacím jazykom maďarským, magyarul Közös Igazgatású Magyar Tanítási Nyelvű Iskola) a szlovákiai Szenc városának egyetlen magyar nyelvű középiskolája.
Az iskola diákjai három különböző szakon (gimnázium, vállalkozói, óvodapedagógia) végezhetik tanulmányaikat az intézményben.

## Az iskola története

### Az újrakezdés
A második világháború után pár évvel újra megkezdődött a magyar oktatás a Felvidéken. A szenci magyar alapiskola 1950. szeptember 1-jén nyitotta meg kapuit. Az 1950/51-es tanév az első 5 évfolyammal indult, de csak 3 osztályban. Az iskolában ekkor még csak három tanító tevékenykedett. Az 1951/52-es tanévben vette kezdetét a magyar középiskolai oktatás is. Az alapfokú oktatás (1-5. évfolyam) alapiskolának, a felsőfokú (6-8. évfolyam) pedig középiskolának felelt meg. A tanulók a nyolcadik osztály elvégzése után záróvizsgáztak magyar, szlovák és orosz nyelvből, valamint matematikából. Ez hasonlított a mai érettségi vizsgákhoz.
Az 1958/59-es tanévben indult meg a szenci gimnáziumi tagozat a magyar alapiskola épületében. Ekkor vált az iskola harmadfokú tizenegy éves középiskolává. Ez további hároméves képzést adott a tanulóknak. Azok a tanulók, akik a nyolcadik osztály elvégzése után szerettek volna továbbtanulni, megtehették ezekben az osztályokban. Ezzel párhuzamosan nyílt meg a dolgozók esti iskolája is.

### Az önálló középiskola
1965-re az egyesített tizenegy éves iskola tanulóinak létszáma közeledett az ezerhez. Szükségessé vált, hogy az általános iskola és a középiskola különváljék, és önálló igazgatás alá kerüljön. Megegyezés alapján végül az alapiskola maradt a régi épületben, míg a középiskolai tagozat elköltözött. Így történt meg, hogy 1965. július 1-jén Általános Középiskola néven egy új iskolai egység jött létre Szenczi Molnár Albert városában.
1965. szeptember 1-jén megkezdődött a tanítás az iskola új épületében, melyben egykor az érsekújvári Pázmány Péter Gimnázium egyik kirendelt tagozata székelt és működött. „Tíz tanteremben, négy szertárral, tornateremmel és sportpályával a közelben megkezdtük munkánkat. A tizennégy pedagógus, noha létszáma csekély, de szívben annál nagyobb enthuziazmussal indult meg azon az úton, amely orvosi, mérnöki, tanári pályákra és a társadalmi élet további szakaszaira volt hivatott előképzést nyújtani.”
1966-ban megszületett az iskola folyóirata LÁNG (később ÚJ LÁNG) címmel, mely írott szó formájában örökítette meg az intézmény életét, tevékenységét. Az újság mintegy három hónaponként jelent meg, szerkesztői főleg a diákok voltak. (Az Új Lángot az 1990-es évek végétől az iskola új lapja, az Észhárító váltotta fel.)
1970-ben az Oktatásügyi Minisztérium a középiskolát gimnáziummá minősítette. 1971-ben megjelent az iskola első évkönyve, mely az 1970/71-es tanév eseményeit dolgozta fel.

### Az új szakközépiskola és a Szenczi Molnár Albert Gimnázium
Negyvenéves kiemelkedő gimnáziumi múlt után az intézmény a 90-es évek közepén szakközépiskola is lett, megnyílt ugyanis a szenci Leány-szakközépiskola. „… a Pozsony-vidéki járásban ez az egyetlenegy magyar szakközépiskola… a volt igazgatónk, Hlavatý Sándor érdeme, hogy a gimnázium mellett megnyílhatott a négyéves, érettségivel végződő szakközépiskola is. Innen kikerülve a lányok a közgazdaságtani egyetemen vagy a jogi karon képezhetik tovább magukat…”
2001-ben a Leány-szakközépiskola átalakult vállalkozói iskolává, és ugyanebben az évben a gimnázium felvette a város szülöttének, Szenczi Molnár Albertnek a nevét. „...egy rendhagyó ünnepélyes nap volt iskolánk életében. A tanárok és a diákok több évnyi igyekezete meghozta gyümölcsét. Gimnáziumunk felvette a Szenczi Molnár Albert nevet. Az alma mater falai között megrendezett színvonalas névadó ünnepségen száznál több meghívott vendég jelent meg, … az iskola igazgatója ünnepi beszédében örömmel szegezte le, hogy az iskola ezentúl az elismert nyelvész és irodalmár nevét viseli, és reményét fejezte ki, hogy intézményünkben ehhez a névhez méltó oktató-nevelő munka folyik majd …”
A 2011/12-es tanévben oktatott két szak kibővült egy harmadikkal, mégpedig az óvodapedagógia és nevelőivel.

### Az iskola megnevezései
| 1958–1964 | Általános Műveltséget Nyújtó Középiskola         | (a Tizenegy éves Középiskola keretében)                     |
| 1964–1965 | Általános Középiskola                            | (a Tizenegy éves Középiskola keretében)                     |
| 1965–1970 | Általános Középiskola                            |                                                             |
| 1970–1991 | Magyar Tannyelvű Gimnázium                       |                                                             |
| 1991–2001 | Magyar Tannyelvű Gimnázium                       | + Leány-szakközépiskola                                     |
| 2001–2011 | Szenczi Molnár Albert Magyar Tannyelvű Gimnázium | + Vállalkozói Szakközépiskola                               |
| 2011–     | Szenczi Molnár Albert Magyar Tannyelvű Gimnázium | + Szakközépiskola (vállalkozói, óvodapedagógiai és nevelői) |

### Igazgatók
| Év              | Igazgató                     | Helyettes      |
| --------------- | ---------------------------- | -------------- |
| 1958/59-1961/62 | Párkány Antal                | Farkas Ferenc  |
| 1961/62-1977/78 | Herdics János                | Párkány Antal  |
| 1978/79-1991/92 | Hlavatý Sándor               | Párkány Antal  |
| 1992/93-1997/98 | Szabó László                 |                |
| 1997/98-1999/00 | Pereszlényi Mária            |                |
| 2000/01-2009/10 | Kontár (Póda) Ildikó         | Seszták Attila |
| 2009/10 -       | Kontár (Sztracena) Zsuzsanna |                |

### Híres diákok
- Bárdos Gyula a Magyar Közösség Pártja volt parlamenti képviselője és frakcióvezetője
- Görföl Jenő kultúraszervező, fényképész, a Csemadok országos titkára
- Mészáros Alajos az Európai Parlament képviselője
- Novota János labdarúgó
- Pomichal Richárd tanár, biológus, szakíró, természetvédő.
- Vrabec Mária író, újságíró

### Tantárgyak
A gimnáziumban a nyelvek és a természettudományi tantárgyak oktatását helyezik előtérbe; a vállalkozóisok ezeken kívül tanulnak könyvelést, ökonómiát, gazdasági számítást és jogi alapismereteket szereznek. Az óvodapedagógia szakon pszichológiát, pedagógiát, zenét, képzőművészetet tanulnak, elsajátítják a hangszereken való játszás fortélyaival.

### Szakkörök
Működő szakkörök: angol szakkör, irodalmi színpad, játék az óvodában, kartográfia, matematika, könyvelés és adminisztráció, német szakkör, sportkör, színjátszás, történelem

### Versenyek
Diákjaink különböző járási, kerületi, országos, sőt nemzetközi versenyeken is képviselik iskolánkat. Ezekről nemritkán helyezésekkel térnek haza. Ezek közül néhány:
- Tompa Mihály Vers- és Prózamondó Verseny (tavaly - országos: lírai kisszínpad – aranysáv, Nagy György – bronzsáv)
- Szép Magyar Beszéd (tavaly: kerületi: Simon Bence – 2. hely, országos: Simon Bence – részvétel)
- Felvidéki Magyar Matematika Verseny (tavaly: Gujber Gabriella, Simon Bence – sikeres megoldók)
- Konkoly Thege Miklós Matematika Verseny (tavaly: Tóth Krisztián – 1. hely)
- Vámbéri Ármin Idegen Nyelvi Verseny (tavaly: Tóth Krisztián – 3. hely, Simondel Róbert – 3. hely)
- Sakkvilágbajnokság és különböző sakkversenyek (tavaly: világbajnokság: Kolodits Renáta – részvétel, idén - Összmagyar Nemzeti Diákbajnokság - Tomovics Evelin – 3. hely)
- Matematika Olimpia (tavaly - kerületi: Simon Bence, Tóth Krisztián – részvétel)
- Nyelvi Olimpiák (tavaly - kerületi: Tóth Krisztián, Simondel Róbert – részvétel)
- Bibliai Olimpia (tavaly - országos: Gujber Gabriella, Bors Marianna, Simon Bence –1. hely)
- Kosárlabda, kézilabda, és egyéb sportversenyek (tavaly - kosárlabda bajnokság: lányok – 1. hely)

és még sok más…

### Kirándulások
Iskolánk diákjai és tanárai évről évre egyre több tanulmányi kiránduláson vesznek részt. Belföldi és külföldi kirándulásaink során jártunk már Kassán, a történelmi Nógrád-megyében, Ópusztaszeren, Budapesten, de Párizsban, Londonban és Rómában is. Már-már hagyomány a minden évben megrendezett sítanfolyam is.

## Galéria

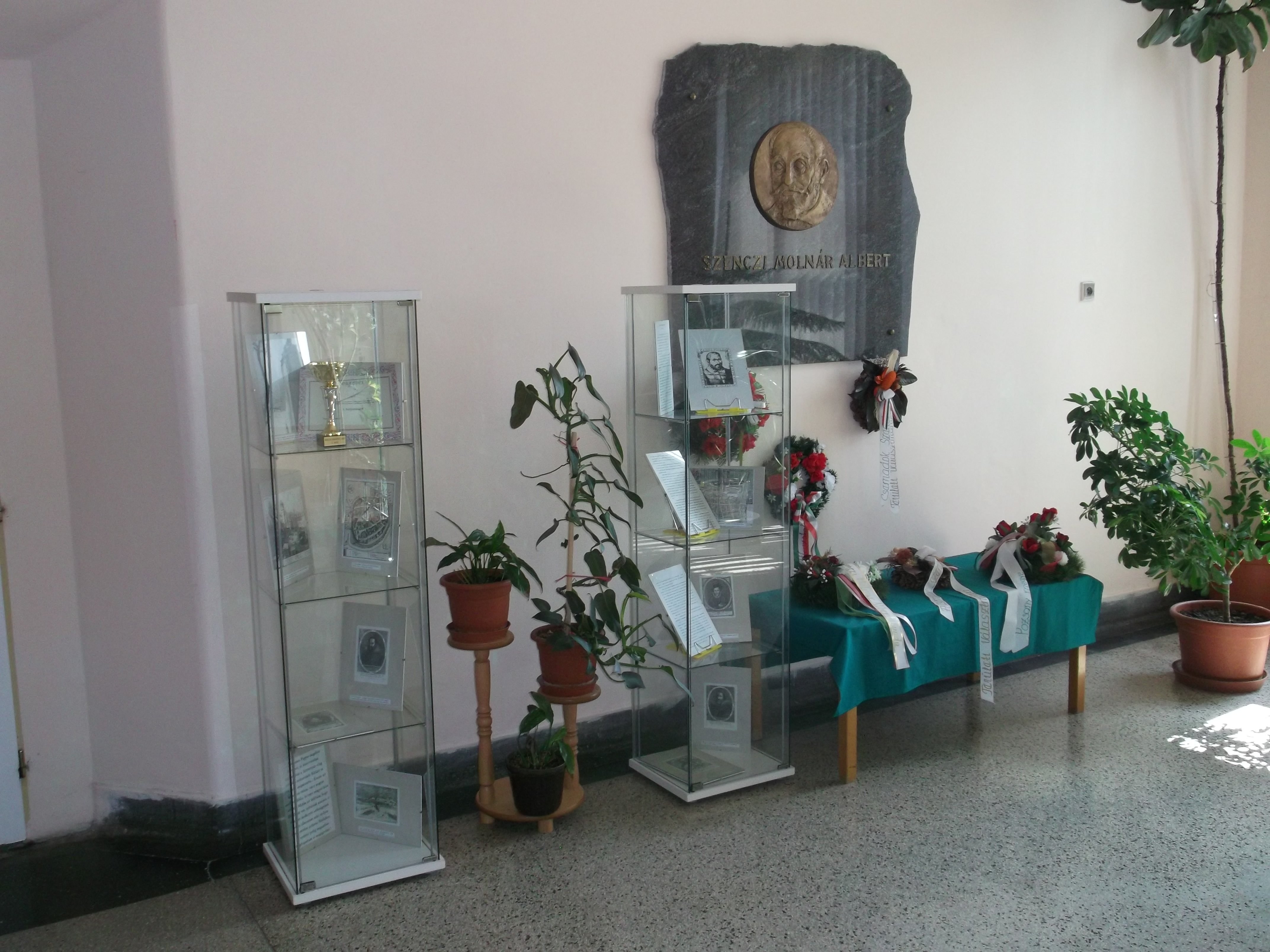
Szenczi Molnár Albert domborműve az iskolában
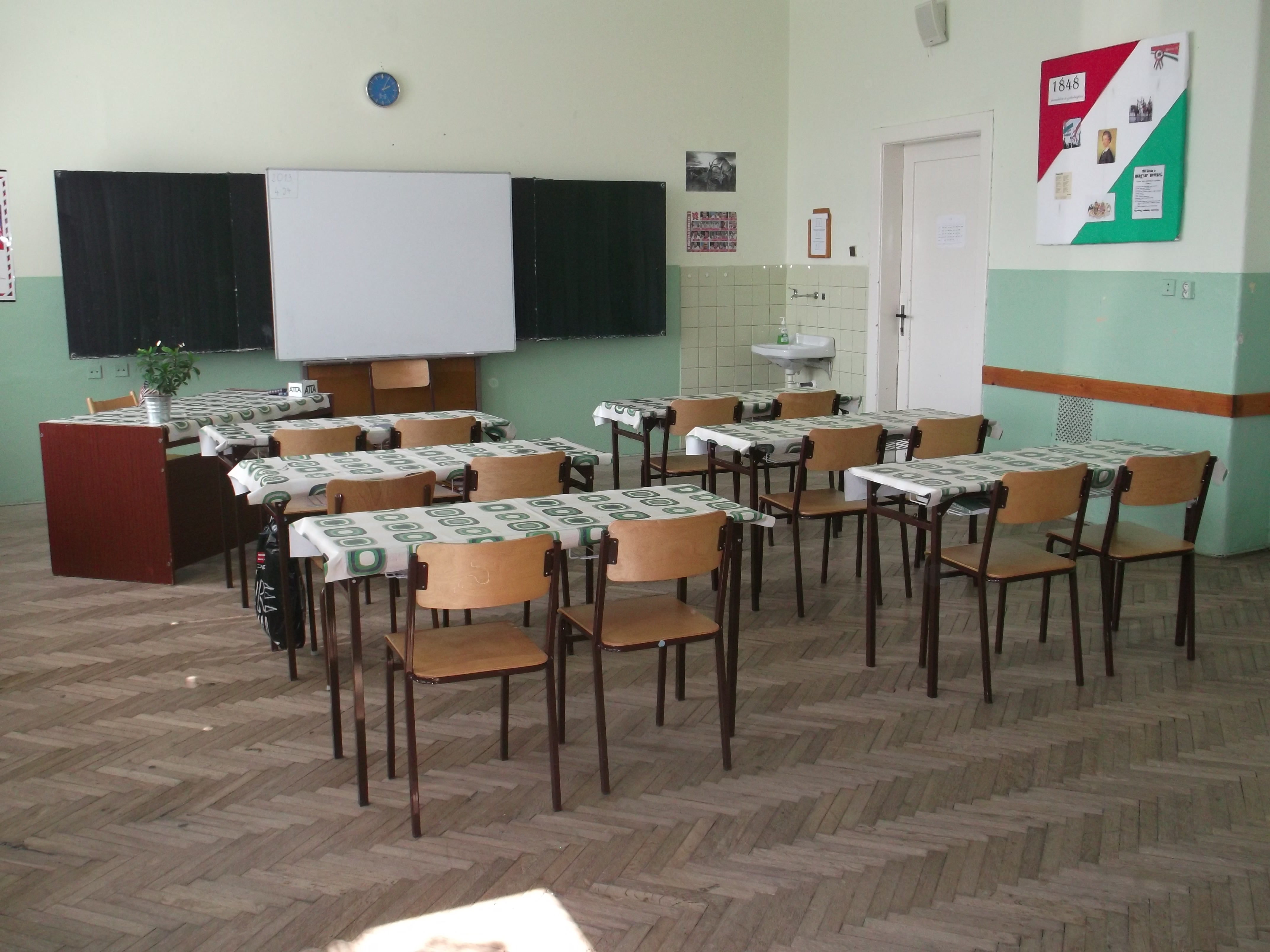
Osztályterem
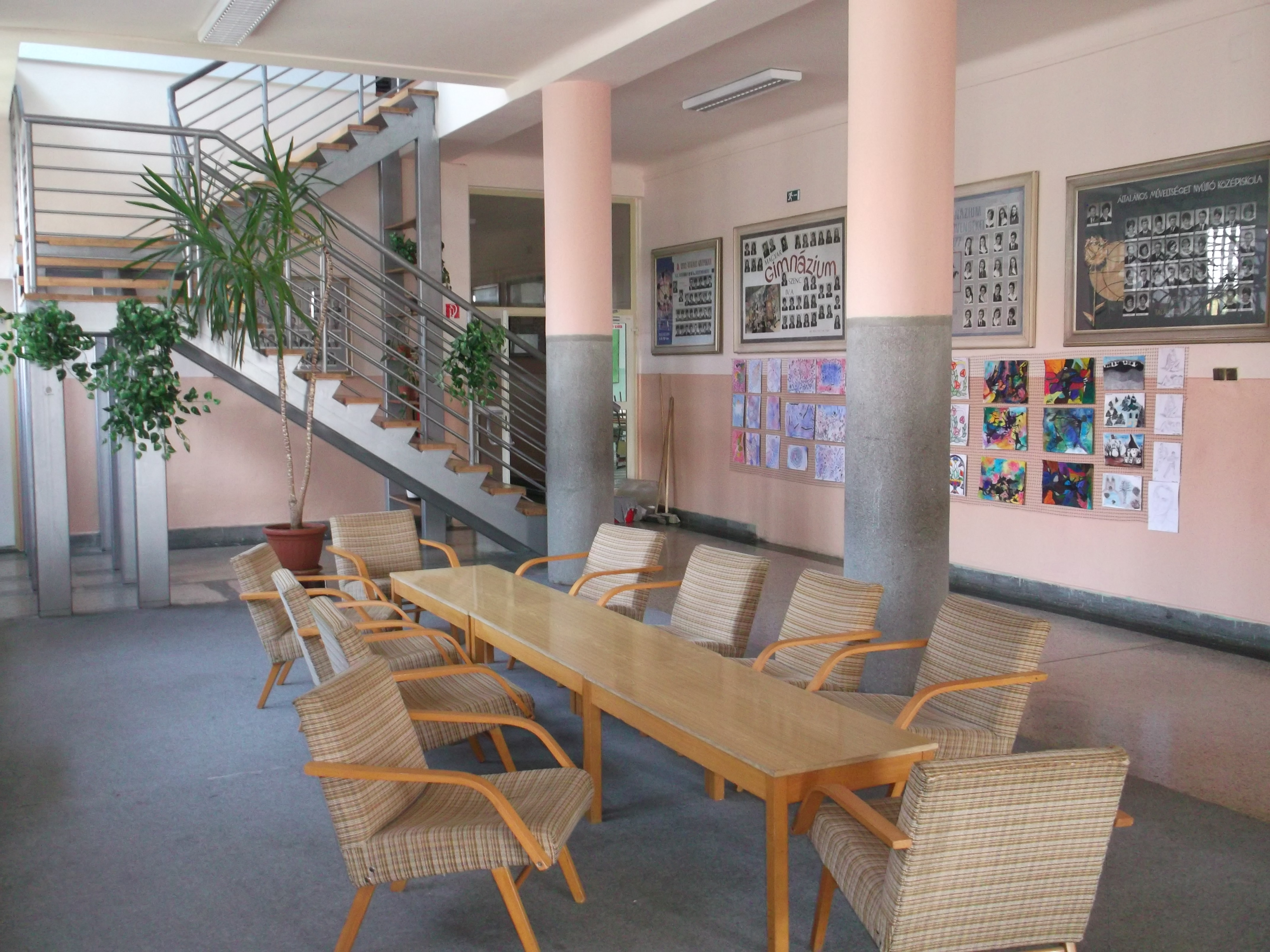
Folyosó
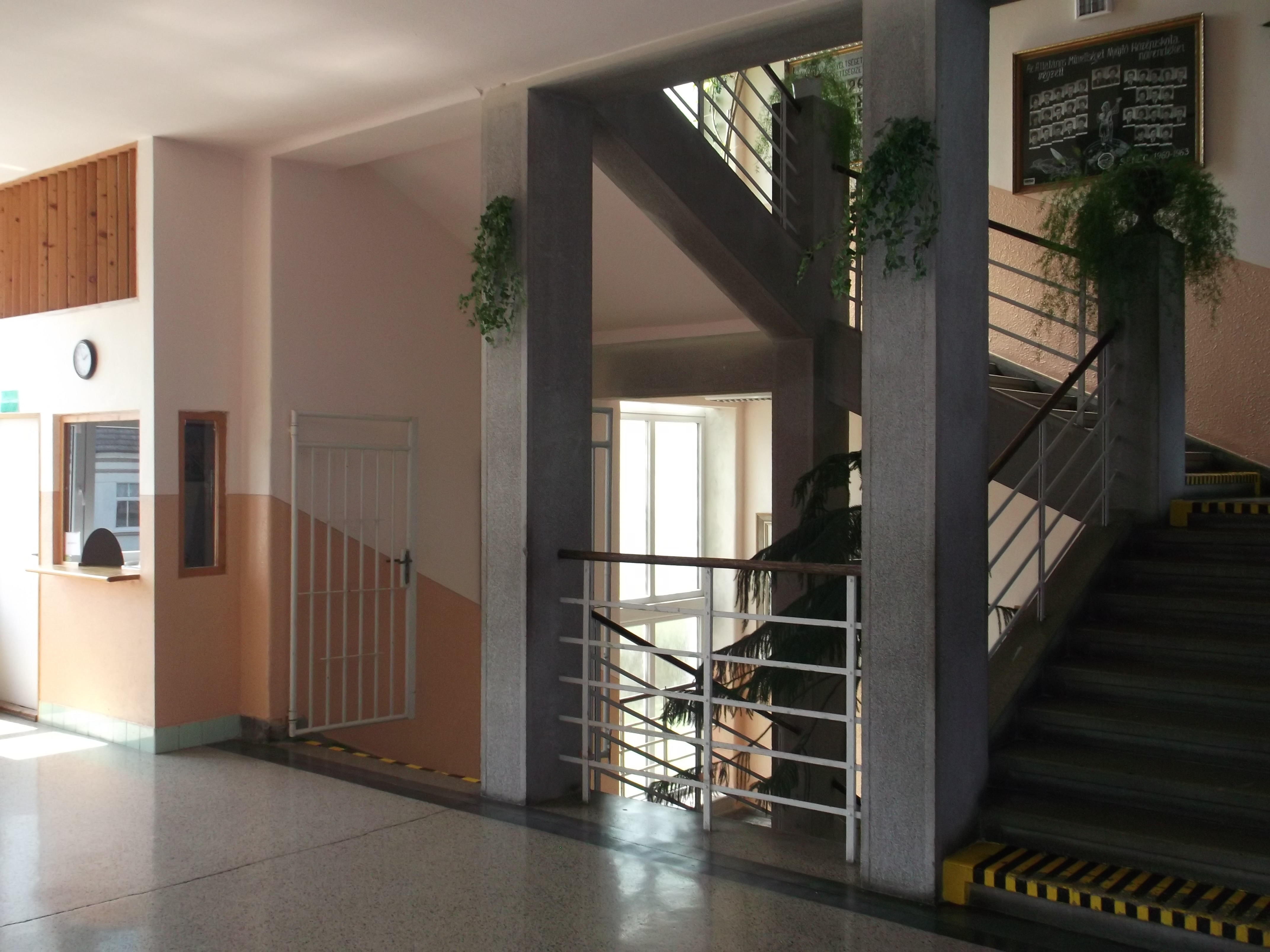
Előcsarnok és lépcsőház
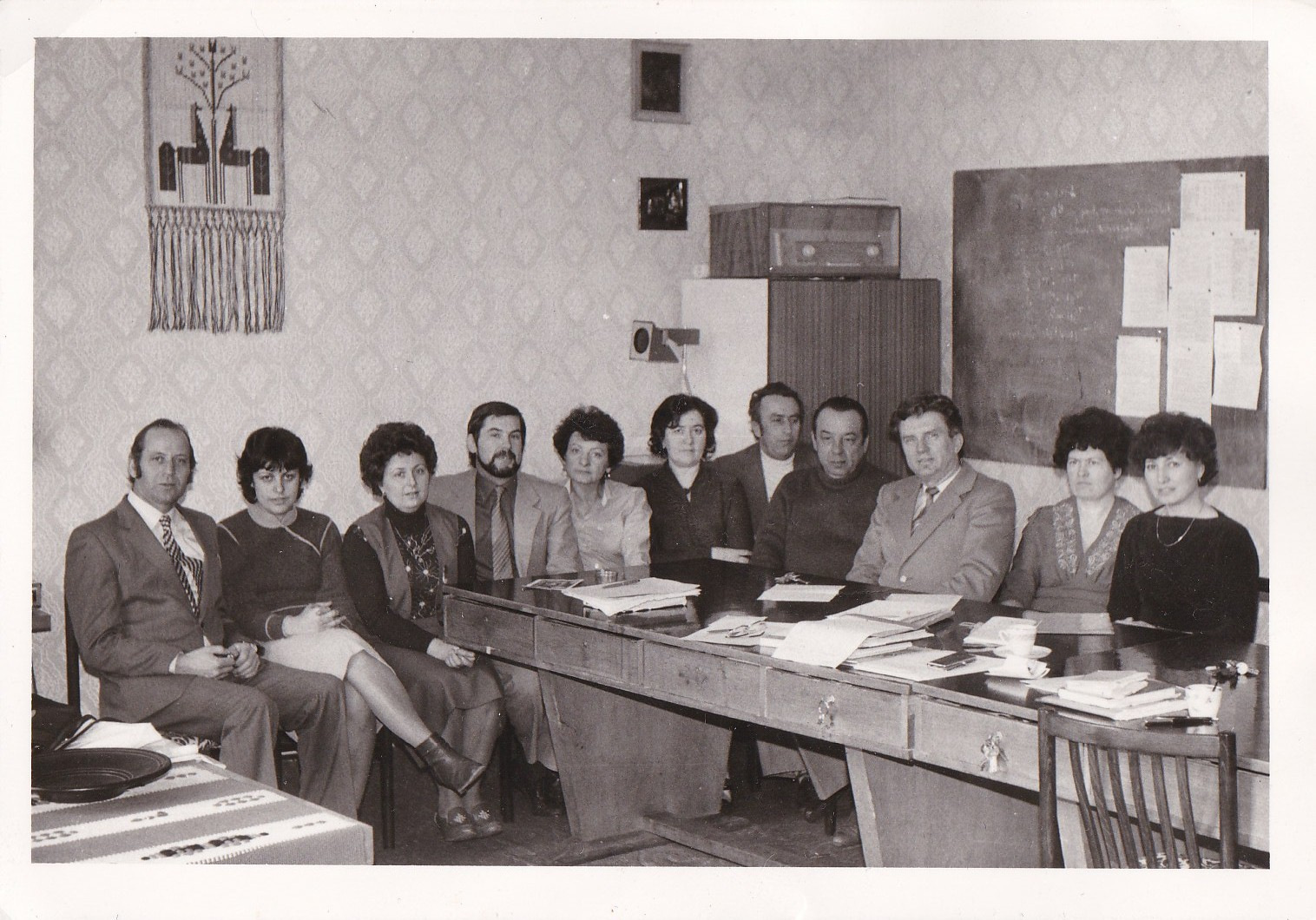
Az iskola történelméből - Tanári kar
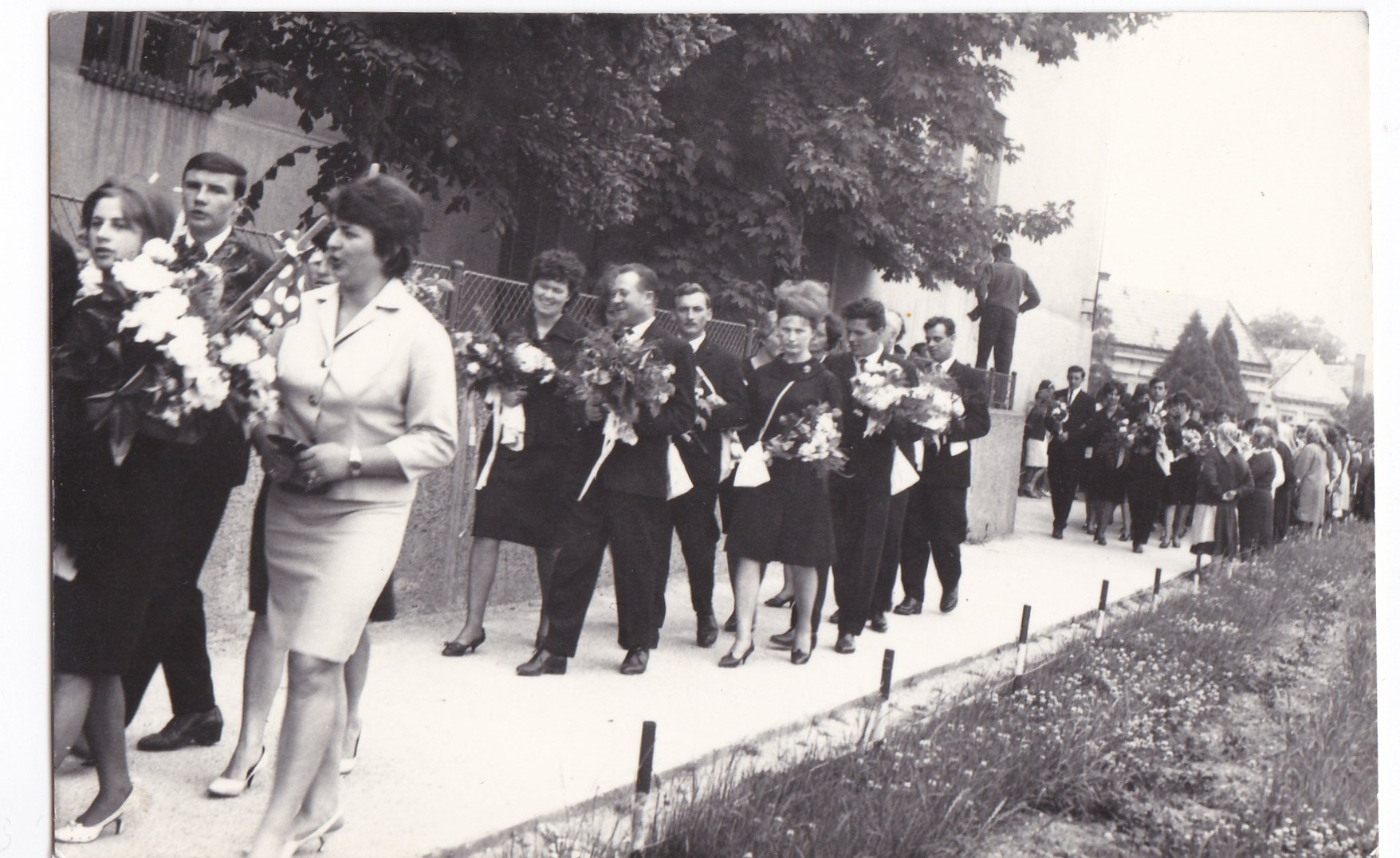
Az iskola történelméből - Ballagás
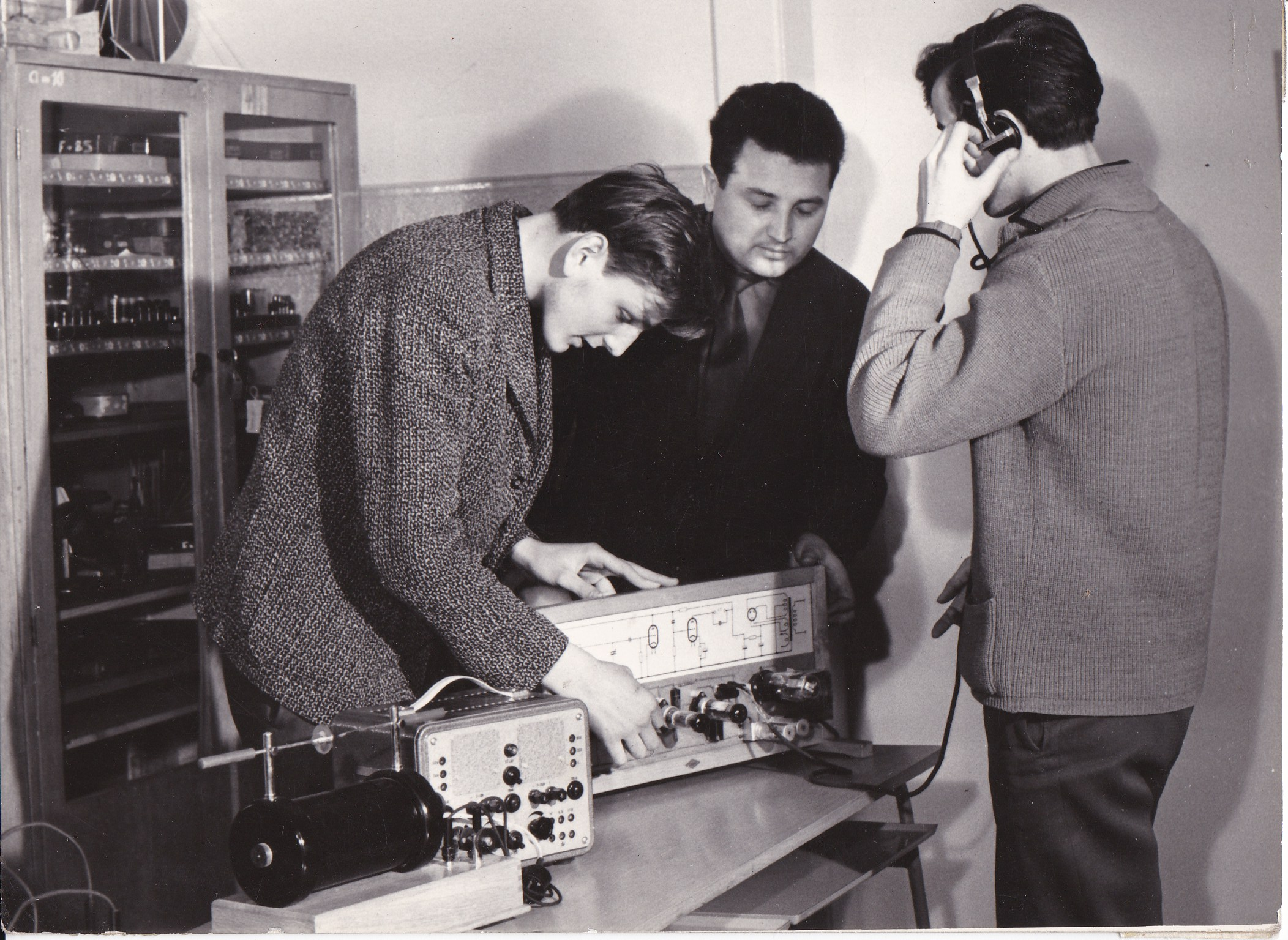
Az iskola történelméből - Fizikaóra
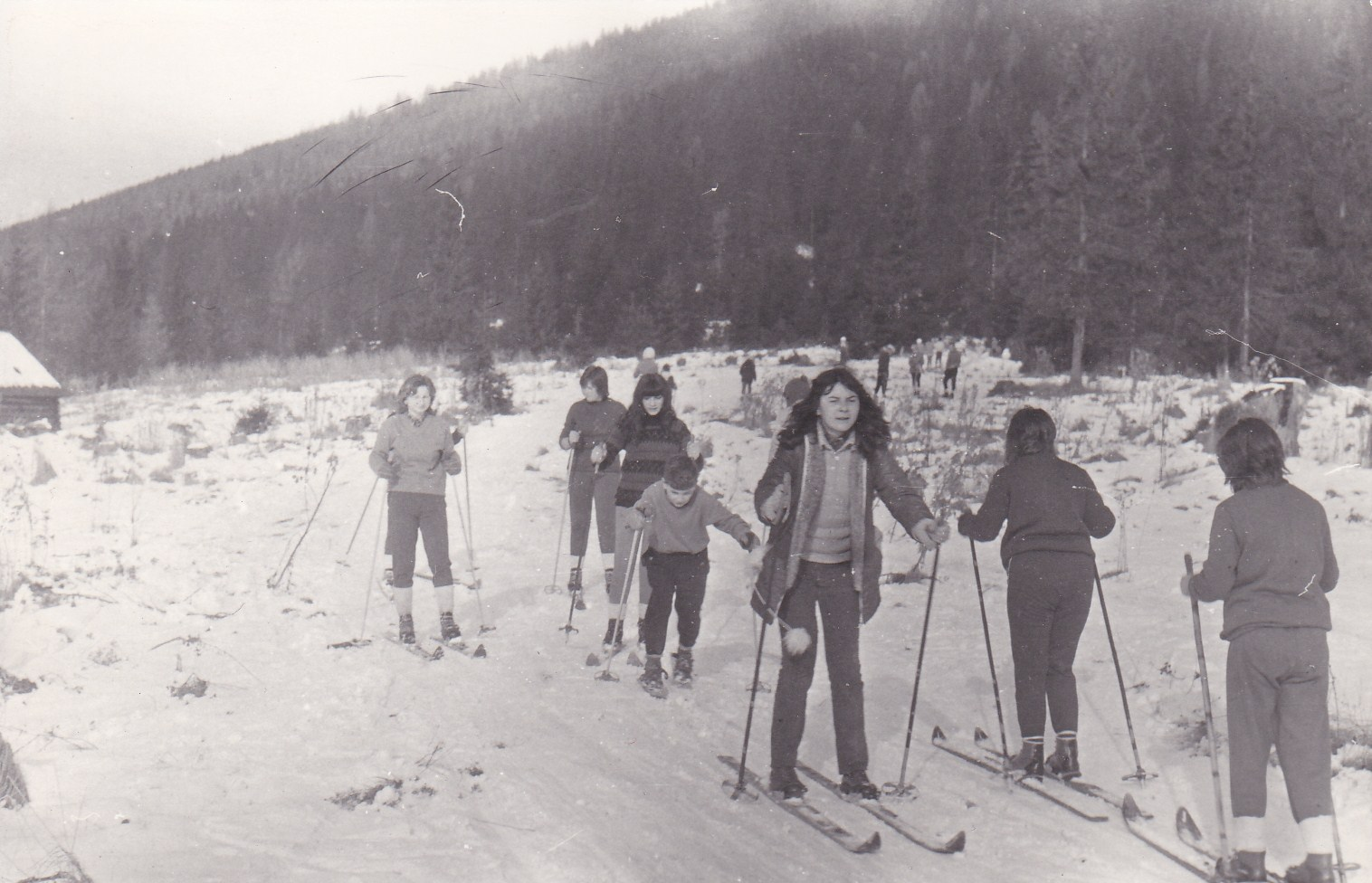
Az iskola történelméből - Sítanfolyam
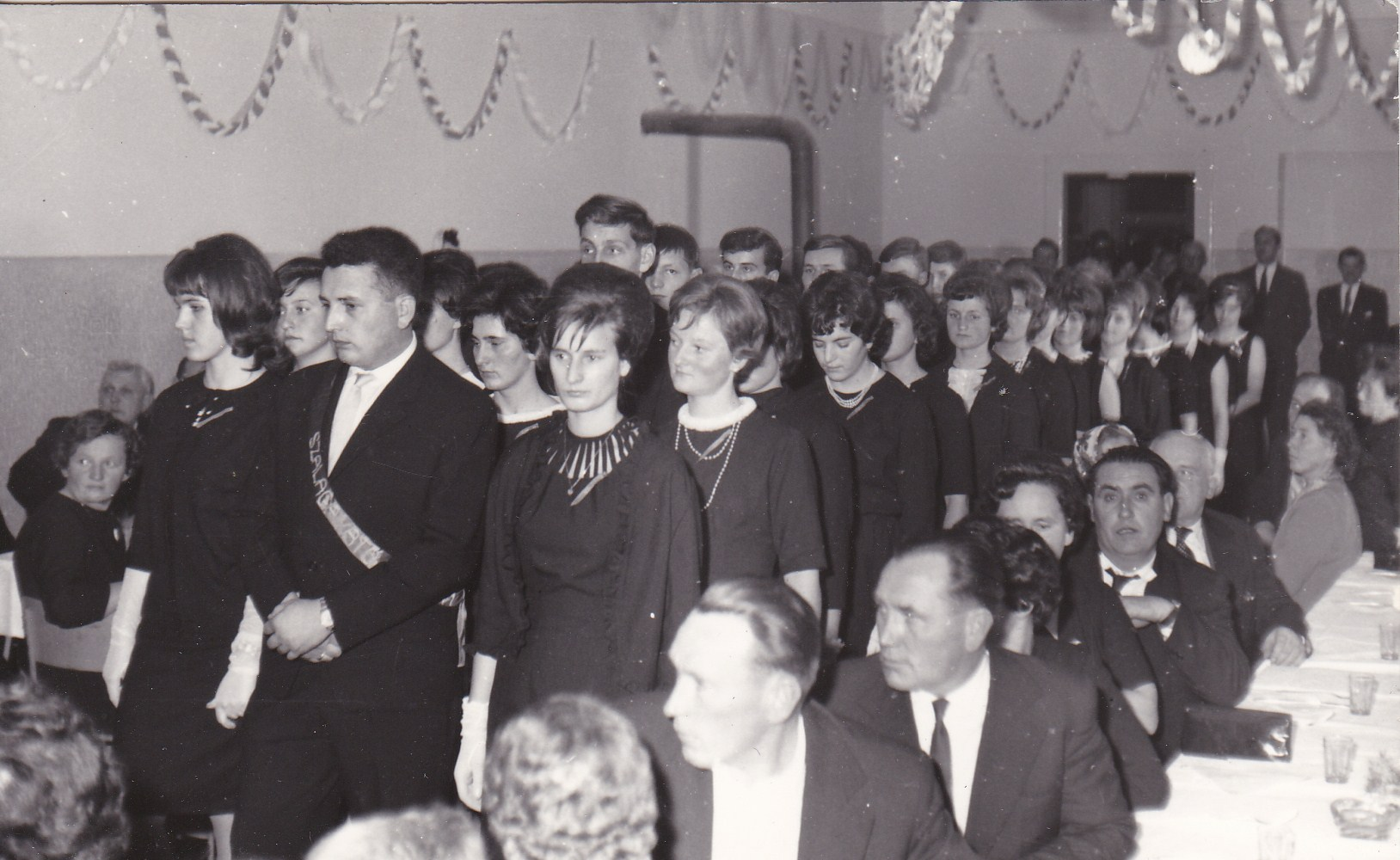
Az iskola történelméből - Szalagavató